# Systrarna Brontë
Systrarna Brontë (franska: Les Sœurs Brontë) är en fransk dramafilm från 1979 i regi av André Téchiné. Filmen berättar om de kända syskonen Brontës liv och relationer sinsemellan. I huvudrollerna ses Isabelle Adjani (som Emily), Marie-France Pisier (som Charlotte), Isabelle Huppert (som Anne) och Pascal Greggory (som Branwell Brontë).

## Rollista i urval
- Isabelle Adjani – Emily Brontë
- Marie-France Pisier – Charlotte Brontë
- Isabelle Huppert – Anne Brontë
- Pascal Greggory – Branwell Brontë
- Patrick Magee – pastor Brontë
- Hélène Surgère – mrs Robinson
- Roland Bertin – mr Nicholls
- Alice Sapritch – moster Elizabeth
- Xavier Depraz – monsieur Héger
- Adrian Brine – mr Robinson
- Julian Curry – mr Smith
- Rennee Goddard – Tabby, jungfrun
- Jean Sorel – Leyland
- Roland Barthes – William Makepeace Thackeray